# الکساندر فورد
الکساندر فورد (لهستانی: Aleksander Ford؛ ‏ ۲۴ نوامبر ۱۹۰۸ – ۴ آوریل ۱۹۸۰) کارگردان و فیلم‌نامه‌نویس اهل لهستان بود. وی در خلال جنگ جهانی دوم در ارتش لهستان خدمت می‌کرده‌است. پس از جنگ، او به عنوان مدیر شرکت فیلم پلند (Film Polski) منصوب شد.
در سال ۱۹۴۸ او به عنوان استاد در مدرسه ملی فیلم در Łódź (Państwowa Wyższa Szkoła Filmowa) منصوب گردید. رومن پولانسکی و کارگردان فیلم لهستانی آندری وایدا از جمله شاگردان او بودند. در میان پاکسازی ضد یهودی در حزب کمونیست در لهستان، فورد از تهیه فیلمی درباره زندگی یک آموزگار یهودی بازداشته شد. به‌زودی پس از آن، او در سال ۱۹۶۸ به اسرائیل مهاجرت کرد و از آنجا به ایالات متحده رفت و در مسیر از آلمان و دانمارک گذشت. او در سال ۱۹۸۰ در ناپل، فلوریدا، جان خود را گرفت.
از فیلم‌ها یا مجموعه‌های تلویزیونی که وی در آن‌ها نقش داشته‌است، می‌توان به جوانی شوپن، نخستین روز آزادی، روز هشتم هفته، نخستین دایره و شوالیه‌های تتونیک اشاره نمود.